# Protodichobune
Protodichobune es un género de mamífero artiodáctilo extinto perteneciente a la familia Dichobunidae que vivió a comienzos del Eoceno hace 56 millones de años. Siendo uno de los artiodáctilos más antiguos conocidos junto con el Amphitragulus y otros dicobúnidos como Aumelasia y Diacodexis.
Sus restos fósiles han sido encontrados en Francia, España y Reino Unido.

## Especies
El género contiene tres especies:
- Protodichobune oweni†
- Protodichobune hellmundi†
- Protodichobune lyddekeri†